# Liz Moore
Pour les articles homonymes, voir Moore.
Elizabeth Moore (15 septembre 1944 - 13 août 1976), dite Liz Moore, est une sculptrice britannique, connue pour avoir travaillé sur la confection des accessoires de divers films.

## Biographie
Née en 1944, Liz Moore a étudié le dessin et la sculpture à la Kingston Art School. Elle a notamment Eric Clapton parmi ses camarades d'atelier. En 1960, âgée de seize ans seulement, elle voit figurer certaines de ses peintures dans le film Le Monde de Suzie Wong.
Parmi les films les plus connus sur lesquels a œuvré Liz Moore, on peut citer 2001 : L'Odyssée de l'espace (1968), où elle a travaillé sur les masques des primates, la maquette de la base lunaire, et a créé le fœtus (« starchild ») ; Orange mécanique (1971), pour lequel elle a créé une sculpture ; La Malédiction (1976) où elle a été modeleuse ; et Star Wars (1977). Sur ce dernier film, on lui doit la sculpture de la tête de l'androïde C-3PO et les casques des soldats stormtrooper.
Le 13 août 1976, alors qu'elle travaillait sur Un pont trop loin (sorti en 1977), Moore décède à seulement trente-et-un ans aux Pays-Bas des suites d'un accident de la route, dans une voiture conduite par le concepteur d'effets spéciaux John Richardson,.